# Eva Simons
Eva Simons (n. 25 aprilie 1984, Amsterdam) este o cântăreață neerlandeză care devenit cunoscută în 2004, după ce a câștigat reality show-ul ”Popstars” (un concurs pentru tineri interpreți), în componența trupei Raffish.

## Biografie

### Anii copilăriei
Născută în Amsterdam, Eva Simons a crescut într-o familie de muzicieni, cu un tată pianist și mamă solistă. Bunicul ei a fost bine-cunoscutul acordeonist olandez Johnny Meijer. Simons este o pianistă instruită clasic și a scris compoziții de când era încă mic copil, realizând prima înregistrare la vârsta de 13 ani. Ea este, de asemenea absolventă a Conservatorului din Amsterdam. Ea a fost membru al trupei ”Raffish”, care însă s-a desființat în anul 2006.

### 2009–prezent: "Silly Boy" și albumul de debut
În 2009, piesa Evei, "Silly Boy" a câștigat popularitate pe Internet. Piesa a devenit populară online, acumulând peste 20 de milioane de vizualizări. După acest succes, ea a semnat un contract la nivel mondial cu EMI. 
La mijlocul anului 2010, Eva & Mike Hamilton (de asemenea, cunoscut sub compozitorul trupei Topline Ink) au scris piesa "Take Over Control". Ei au preluat ideea lui DJ Afrojack, care a produsat single-ul făcând-ul hit, care a petrecut 6 săptămâni în Billboard Top Dance Airplay, surclasând topurile iTunes dance la nivel mondial, și a câștigat statutul de platină în Australia și "Gold Certified" în SUA. Piesa a devenit un imn al dansului la nivel global, care le propulsează pe profilurile în Evei și al lui Afrojack în întreaga lume.
La începutul lunii martie 2012, a fost anunțat că Simons se alătură celor de la LMFAO, în turneul din America de Nord "Sorry For Party Rocking".
La 20 martie 2012, a avut premiera noului ei single, "I Don't Like You", care a fost lansat în majoritatea țărilor pe 26 martie sub Interscope Records, cu toate acestea rămâne încă să fie lansat în Marea Britanie. Track-ul este produs de Zedd. Pe 24 iulie 2012, Simons a lansat cel de-al doilea ei single, "Renegade", de pe albumul ei de debut. Piesa a fost produsa de J.O.B și este lansată numai în Statele Unite până în prezent.
Pe 14 mai 2012, a avut premiera  noului single al lui will.i.am  - "This Is Love", care are e în colaborare cu Eva Simons.

## Discografie

### Single-uri
| 2009                                                                             | "Silly Boy"                               | 12 | 45 | 55 | 62 | —  | 36 | 51 | 149 | — | EVA-LUTION |
| 2012                                                                             | "I Don't Like You"                        | 16 | —  | —  | —  | —  | —  | —  | —   | 1 | EVA-LUTION |
| 2012                                                                             | "Renegade"                                | —  | —  | —  | —  | —  | —  | —  | —   | — | EVA-LUTION |
| 2013                                                                             | "Chemistry"                               | 28 | —  | —  | —  | —  | —  | —  | —   | — |            |
| 2014                                                                             | "Celebrate the Rain" (with Sidney Samson) | 47 | —  | —  | —  | —  | —  | —  | —   | — |            |
| 2015                                                                             | "Policeman" (featuring Konshens)          | 10 | —  | 60 | 5  | 12 | 55 | —  | —   | — |            |
| 2015                                                                             | "Bludfire" (feat. Sidney Samson)          | 39 | —  | —  | 95 | 38 | —  | —  | —   | — |            |
| 2016                                                                             | "Escape from Love" (with Sidney Samson)   | —  | —  | —  | —  | 69 | —  | —  | —   | — |            |
| 2016                                                                             | "Heartbeat" (with Richard Orlinski)       | —  | —  | —  | —  | 1  | —  | —  | —   | — |            |
| 2017                                                                             | "Guaya"                                   | —  | —  | —  | —  | —  | —  | —  | —   | — |            |
| 2017                                                                             | "Avalon"                                  | —  | —  | —  | —  | —  | —  | —  | —   | — |            |
| 2018                                                                             | "The One"                                 | —  | —  | —  | —  | —  | —  | —  | —   | — |            |
| 2019                                                                             | "Like That"                               | —  | —  | —  | —  | —  | —  | —  | —   | — |            |
| "—" denotă că piesa nu a fost în topuri,sau nu a fost lansată în acel teritoriu. |                                           |    |    |    |    |    |    |    |     |   |            |

### Ca artist colaborator
| 2010                                                                             | "Take Over Control" (Afrojack featuring Eva Simons) | 12 | 17 | 46 | 57 | 39 | 78 | 47 | — | 24 | 41 | Non-album single |
| 2012                                                                             | "This Is Love" (will.i.am featuring Eva Simons)     | 1  | 7  | —  | 1  | 14 | 55 | 1  | 5 | 1  | —  | #willpower       |
| "—" denotă că piesa nu a fost în topuri,sau nu a fost lansată în acel teritoriu. |                                                     |    |    |    |    |    |    |    |   |    |    |                  |

### Albume
| Titlu                                  | Anul | Artist                     | Album                            |
| -------------------------------------- | ---- | -------------------------- | -------------------------------- |
| "Pass Out"                             | 2009 | Chris Brown                | Graffiti                         |
| "Mr & Mrs Smith"                       | 2010 | M. Pokora                  | Mise à Jour                      |
| "What Do They Know"                    | 2010 | Roll Deep                  | Winner Stays On                  |
| "Pressure In The Club"                 | 2010 | DJ Snake                   |                                  |
| "Best Night"                           | 2011 | LMFAO, will.i.am, GoonRock | Sorry for Party Rocking          |
| "I Need More"                          | 2012 | Apster                     |                                  |
| "I Don't Like You" (Nick Thayer Remix) | 2012 | Eva Simons                 | Step Up Revolution OST           |
| "I Don't Like You"                     | 2012 | Eva Simons                 | Now That's What I Call Music! 43 |
| "This Is Love"                         | 2012 | Will.i.am                  | Now That's What I Call Music! 82 |
| "Party Like An Animal"                 | 2012 | Will.i.am, Redfoo          | Willpower                        |